# Raylen Dziengelewski
Raylen Dziengelewski (née le 19 mai 1989 à Springfield au Massachusetts) est une joueuse américaine de hockey sur glace qui évoluait en tant que défenseure.

## Biographie

### Carrière en club
Elle commence sa carrière avec les Wildcats du New Hampshire dans le championnat NCAA, où elle joue pendant quatre ans, au bout desquels elle rejoint les Blades de Boston, une équipe de la Ligue canadienne de hockey féminin.

## Statistiques de carrière

### En club
| Saison    | Équipe                    | Ligue |    | Saison régulière | Saison régulière | Saison régulière | Saison régulière | Saison régulière |   | Séries éliminatoires | Séries éliminatoires | Séries éliminatoires | Séries éliminatoires | Séries éliminatoires |
| Saison    | Équipe                    | Ligue | PJ | B                | A                | Pts              | Pun              | PJ               | B | A                    | Pts                  | Pun                  |                      |                      |
| 2007-2008 | Wildcats du New Hampshire | NCAA  | 30 | 0                | 8                | 8                | 18               | -                | - | -                    | -                    | -                    |                      |                      |
| 2008-2009 | Wildcats du New Hampshire | NCAA  | 35 | 2                | 7                | 9                | 24               | -                | - | -                    | -                    | -                    |                      |                      |
| 2009-2010 | Wildcats du New Hampshire | NCAA  | 33 | 0                | 13               | 13               | 11               | -                | - | -                    | -                    | -                    |                      |                      |
| 2008-2009 | Wildcats du New Hampshire | NCAA  | 32 | 0                | 4                | 4                | 15               | -                | - | -                    | -                    | -                    |                      |                      |
| 2011-2012 | Blades de Boston          | LCHF  | 23 | 0                | 3                | 3                | 14               | 3                | 0 | 0                    | 0                    | 2                    |                      |                      |